# Cuevas de Chinchilla
Las cuevas de Chinchilla son cuatro abrigos con representaciones rupestres localizados en el término municipal de Jimena de la Frontera, provincia de Cádiz (España). Pertenecen al conjunto de yacimientos rupestres denominado Arte sureño, muy relacionado con el arte rupestre del arco mediterráneo de la península ibérica.
Estas cuevas fueron descubiertas por el arqueólogo francés Henri Breuil y publicadas por primera vez en 1929 en su obra Rock paintings of Southern Andalusia. A Description of a neolithic and copper age Art Group. Según su descripción se encuentran situadas en el cerro que separa el Castillo de Jimena de la Frontera y el río Hozgarganta, en el vlle de Chinchilla. En esta zona aparecen varias estructuras labradas en la roca a modo de escaleras y plataformas, y una roca perforada que podía haber tenido función de puesto de vigilancia y que delatan su función como lugar fortificado durante un periodo muy prolongado de tiempo.
La Cueva de Chinchilla I fue llamada Cueva de las Estrellas por Uwe Topper tras su visita a la región en 1975. Esta covacha de pequeño tamaño posee un interesante conjunto de puntos agrupados en lo que puede identificarse como constelaciones. El investigador alemán identifica entre estas constelaciones un arado, un león, un íbex con un sol en su cabeza y un pez.
La cueva de Chinchilla II tiene unas dimensiones muy modestas que no permite la observación de más de una persona simultáneamente. Posee una representación de una escena de caza con un antropomorfo con arco tras un cérvido herido. Aparecen sobre el animal dos líneas que Breuil identifica con flechas, interpretación de la que Topper duda. Un conjunto de puntos y varias líneas completan el panel.
La Cueva de Chinchilla III y la Cueva de Chinchilla IV fueros descritas por Breuil pero no localizadas por Topper. La primera de ellas presenta un antropomorfo y la segunda unos pocos trazos de cuya antigúedad el propio Breuil duda.